# Дом Ромео
Дом Ромео (итал. Casa di Romeo) — особняк XIV века в Вероне, почитаемый туристами как дом героя пьесы Шекспира Ромео. Здание имеет готические черты, окружено наружной зубчатой стеной, за которой расположен дворик с арочной галереей.

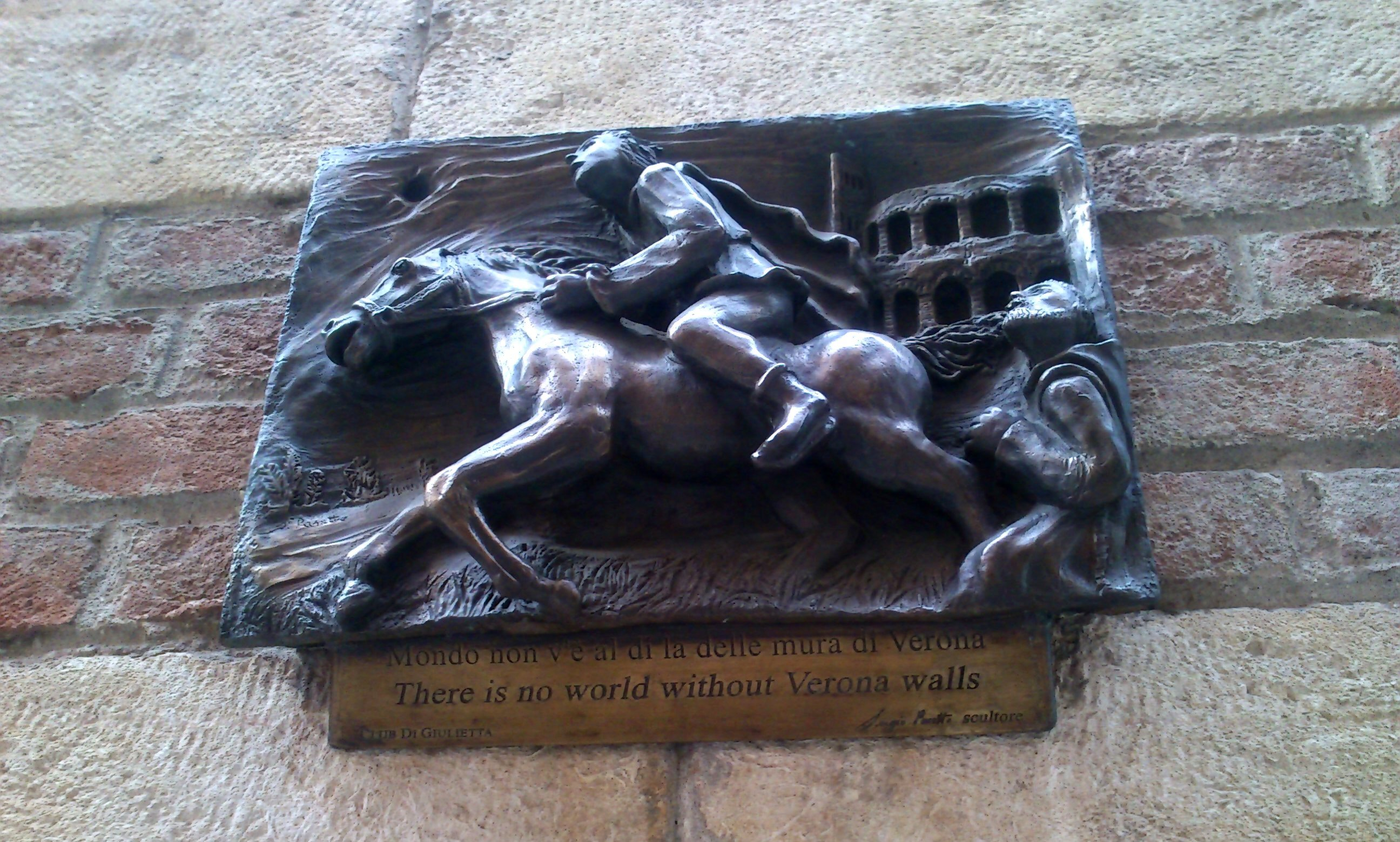
Доска на доме Ромео

Особняк принадлежал семейству Ногарола, затем он был конфискован правителем Кангранде I делла Скала, а после падения этой правящей династии, вернулся к своим прежним хозяевам. В XV веке Ногарола продали свой особняк, после чего этот комплекс был разделён между несколькими владельцами.
В 1930-е годы здание передали литературному обществу Вероны, планировалось устроить в нём шекспировский музей. План не был реализован из-за начавшейся Второй мировой войны. Здание пришло в упадок, некоторое время в нём размещалась конюшня. Позднее особняк перешёл в частную собственность, был частично отреставрирован, но остаётся закрытым для доступа. Планы муниципалитета выкупить здание и создать в нём музей были отвергнуты его хозяевами.